# NEVERLAND (NEWSのアルバム)
『NEVERLAND』（ネバーランド）は、日本の男性アイドルグループ NEWSの8作目のオリジナルアルバム。2017年3月22日にジャニーズ・エンタテイメントからリリース。

## 概要
- 前作『QUARTETTO』から約1年振りのリリース。

- 初回盤・通常盤の2形態での発売。

- 「恋を知らない君へ」と「EMMA」のシングル2曲を収録。

- 初回限定盤のDVDには、「NEVERLAND EPISODE.0」& Makingを収録。

- 通常盤には、メンバー4人のソロ曲を収録。

- 初回盤に封入されているIDを特設サイトに入力すると、3月21(火)11:00～4月1日(土)16:59まで「NEVERLAND」の世界が楽しめる特別映像の配信をストリーミング期間限定で見ることができた。

## 先着購入特典

### 初回盤
- ポストカードA

### 通常盤
- ポストカードB

## 封入特典

### 初回盤
- 28Pブックレット
- NEVERLANDへの鍵
- ストリーミング視聴ID

### 通常盤
- 20Pブックレット

## チャート成績
発売初週に12.4万枚を売り上げ、4月3日付オリコン週間アルバムランキングで1位を獲得。アルバム首位は第1作から9作連続となり、KAT-TUNと並んで全アーティスト歴代1位タイにつけた。

## 収録曲

### CD
※ソロ曲は通常盤のみ収録。
1. "The Entrance"
脚本：髙橋 拓、作曲：中西亮輔、ナレーション：矢島正明
2. NEVERLAND　[4:09]
作詞：ヒロイズム・Hachin' Maya、作曲：中西亮輔・ヒロイズム、編曲：中西亮輔・黒田賢一
  - 本作の表題曲
3. アン・ドゥ・トロワ　[3:12]
作詞・作曲・編曲：ヒロイズム
4. EMMA　[3:47]                                                      作詞：Hachin' Maya・ヒロイズム、作曲：ヒロイズム、編曲：CHOKKAKU
  - 21stシングル
  - 加藤シゲアキ出演 フジテレビ系木曜劇場『嫌われる勇気』オープニングテーマ
5. "7 Elements"
脚本・作曲：髙橋 拓、ナレーション：矢島正明
6. Brightest　[4:34]
作詞：LISA (m-flo)、作曲：☆Taku Takahashi・LISA、編曲：☆Taku Takahashi・Mitsunori Ikeda (Tachytelic Inc.)
7. Silent Love　[3:25]
作詞・作曲：ヒロイズム、編曲：芳賀政哉、Rap詞：Lotus Juice
8. 恋を知らない君へ　[5:32]
作詞：ヒロイズム・Hachin' Maya、作曲：ヒロイズム、編曲：ヒロイズム・中西亮輔
  - 20thシングル
  - 加藤シゲアキ出演 日本テレビ系土曜ドラマ『時をかける少女』エンディング・テーマ
9. "Neverland Cast Members"
脚本・作曲：髙橋 拓、ナレーション：矢島正明
10. ミステリア　[4:26]
作詞：Hachin' Maya、作曲：TAKA3、編曲：佐々木博史
11. BLACK FIRE　[4:09]
作詞・作曲：JUON、編曲：JUON・岸田勇気
12. ORIHIME　[4:05]
作詞・作曲・編曲：ヒロイズム
13. 流れ星　[4:27]
作詞・作曲：ヒロイズム、編曲：亀田誠治
14. "The Grand Finale"
脚本：髙橋 拓、作曲：池田充徳、ナレーション：矢島正明
15. U R not alone　[4:17]
作詞・作曲：GReeeeN、編曲：Tsubasa Takada [Diosta Inc.]・JIN
  - 「weeeek」以来にGReeeeNから楽曲提供となった作品で、同グループも2018年4月11日発売のアルバム「うれD」でセルフカバーしている。2020年3月21日放送の「緊急生放送! FNS音楽特別番組 春は必ず来る」にてこの曲を披露したが、同年6月19日付でメンバーの手越祐也がジャニーズ事務所との契約解除でグループを脱退したため、音楽番組やライブを含めて4人体制で最後に披露した楽曲となった。
  - 13thアルバム「NEWS EXPO」にて3人バージョンで再録されている。
16. "To Be Continued..."
脚本・作曲：髙橋 拓、ナレーション：矢島正明
17. I'm coming - 手越祐也　[3:09]
作詞：TAKA3・Hachin' Maya、作曲・編曲：TAKA3
18. ニャン太 - 小山慶一郎　[3:48]
作詞：小山慶一郎、作曲・編曲：ヒロイズム
  - タイトルは、小山自身が飼っていた猫の名前。
19. あやめ - 加藤シゲアキ　[3:40]
作詞・作曲：加藤シゲアキ、編曲：芳賀政哉・中西亮輔
20. FOREVER MINE - 増田貴久　[4:53]
作詞・作曲・編曲：山下達郎
  - 山下達郎の40thシングルのカバー

### DVD
※初回盤のみ
1. 「NEVERLAND EPISODE.0」
2. 「NEVERLAND EPISODE.0」Making

### ストリーミング映像
※初回盤のみ
- 「NEVERLAND」の世界をより一層楽しめる特別映像